# Хардинг, Тоня
Тоня Максин Хардинг (англ. Tonya Maxene Harding; род. 12 ноября 1970, Портленд, Орегон, США) — американская фигуристка-одиночница.
В 1991 году она выиграла чемпионат США и заняла второе место на чемпионате мира. Тоня стала второй женщиной в истории (после Мидори Ито) и первой американкой, выполнившей тройной аксель на соревнованиях.
Карьера фигуристки внезапно завершилась после того, как её бывший муж Джефф Гиллоули, вступив в сговор с Шоуном Экардтом и Шейном Стэнтом, напал на Нэнси Керриган (соперницу Хардинг) на тренировке во время чемпионата США 1994 года. Соучастие Хардинг в нападении на конкурентку стало одним из самых скандальных эпизодов в мире спорта, а также легло в основу художественного фильма «Тоня против всех» (2017).

## Личная жизнь
Тоня Хардинг родилась в Портленде, штат Орегон в семье ЛаВоны и Эла Хардинг. У неё был сводный брат Крис Дэвисон (умерший). Отец Тони имел проблемы со здоровьем, которые периодически делали его непригодным для работы. Тоня Хардинг заявляла, что её мать издевалась над ней, вопреки заявлениям самой матери.
Она начала кататься в раннем возрасте. Свой первый тройной лутц Тоня выполнила, когда ей было 12 лет. Многие из её нарядов для выступлений были сделаны матерью.
Свой первый гонорар за международные соревнования она получила, когда училась в средней школе. Тоня перестала посещать старшую школу на втором курсе, а позднее присоединилась к программе General Educational Development (Общеобразовательное развитие).
Тоня вышла замуж за Джеффа Гиллоули в 1990 году, когда ей было 19 лет. Их брак закончился в 1993 году, когда ей исполнилось 22.
23 июня 2010 года она вышла замуж за 42-летнего Джозефа Дженса Прайса.

## Карьера фигуристки
Хардинг последовательно стала шестой на чемпионате США в 1986 году, пятой в 1987 и 1988, третьей в 1989 году. Её считали основной претенденткой на титул чемпионки США 1990 года, так как Тоня выиграла этап Гран-при Skate America в 1989. Из-за простуды и астмы свою произвольную программу она исполнила плохо и поэтому со второго места после короткой программы получила итоговое седьмое. Хардинг прекрасно прыгала и исполняла спирали, но обязательные фигуры получались у неё недостаточно хорошо.
1991-й год стал самым успешным в карьере Тони Хардинг. Она удачно выполнила свой первый тройной аксель на чемпионате США, завоевав титул с оценкой «6.0» за технику (до неё «6.0» за технику получала Дениз Бильманн в 1978). Тоня часто меняла тренеров, а один раз попыталась тренироваться самостоятельно. Допекаемая публикациями о своей общеизвестной астме, Тоня к тому же периодически курила.
На чемпионате мира Тоня исполнила тройной аксель в произвольной программе, однако вместо тройного тулупа исполнила одинарный, а вместо тройного сальхова — двойной и заняла второе место, следом за Кристи Ямагучи. За свою карьеру Хардинг выполнила четыре тройных акселя: все в 1991 году, когда она справилась с каждой попыткой — один на чемпионате США, один на чемпионате мира и два осенью 1991 на этапе Гран-при Skate America.
На последнем соревновании она получила новые достижения:
1. Стала первой женщиной, выполнившей тройной аксель в короткой программе
2. Стала первой женщиной, выполнившей два тройных акселя на одном соревновании
3. Стала первым человеком, выполнившим каскад с тройным акселем (тройной аксель — двойной тулуп)

После 1991 года ей больше ни разу не удалось выполнить тройной аксель на соревнованиях и её карьера пошла на спад.
Она стала четвёртой на Олимпиаде-1992. На чемпионате мира того же года она стала шестой. В следующем сезоне она хуже откатала программу на чемпионате США и не прошла квалификацию для участия в чемпионате мира.

### Серия инцидентов
Последние годы любительской карьеры Хардинг были ознаменованы серией неприятностей и недоразумений, дававших комментаторам повод говорить, что ни одно соревнование не обходится без её выходок:
- Журнал Skating сообщал, что во время проведения турнира Skate America в 1991 году перед самым началом выступления Тоня застряла в пробке и ей пришлось «голосовать», чтобы успеть добраться другим путём[9].
- Из-за задержки самолёта она слишком поздно прибыла на зимние Олимпийские игры 1992 года и это повлияло на её выступление[10][11][12][13].
- В короткой программе на чемпионате США 1993 года она попросила у судей разрешения начать сначала из-за расстегнувшегося на спине костюма[14][15].
- В том же году на турнире Skate America Тоня остановилась посреди исполнения произвольной программы и пожаловалась судьям на болтающийся конёк. Ей было разрешено продолжить выступление после того, как её коньки проверил специалист[15][16][17].
- На том же турнире, проходившем осенью 1993 года, Хардинг жаловалась на боль, вызванную кистой яичника, находившейся на грани разрыва и серьёзно влиявшей на здоровье Тони[10].
- В конце 1993 года Тоня Хардинг должна была выступать на региональных квалификационных соревнованиях, но перед началом организаторы мероприятия получили анонимные угрозы в адрес Тони, что заставило Ассоциацию фигурного катания США принять решение об отстранении Хардинг, не дав ей пройти отбор на национальное первенство[18].
- Церемония награждения на чемпионате США 1994 года была отложена, потому что никто не смог найти Тоню после выступления.
- На зимних Олимпийских играх 1994 года она пропустила выход на лёд в произвольной программе из-за замены порвавшегося шнурка. У неё было мало времени для полной замены шнурка на ботинке, и после ошибки в первом же прыжке она снова обратилась к судьям с просьбой разрешить найти новый шнурок[15][19][20][21].

## Нападение на Керриган
Тоня Хардинг прославилась после нападения на её соперницу Нэнси Керриган, случившегося 6 января 1994 года. Широко известное нападение произошло на тренировке перед выступлением на чемпионате США в Детройте. Её бывший муж Джефф Гиллоули и её телохранитель Шоун Экардт подговорили Шейна Стэнта сломать правую ногу Нэнси, чтобы она не смогла соревноваться. После того как Стэнт не смог найти Керриган на катке в Массачусетсе, он последовал за ней в Детройт и ударил её полицейской телескопической дубинкой в бедро на несколько дюймов выше колена. Он ушиб ногу Нэнси, а не сломал, но эта травма вынудила её отказаться от участия в национальном первенстве. Хардинг выиграла чемпионат США и они обе, вместе с Керриган, попали в Олимпийскую сборную. После того как Тоня призналась, что знала о готовящемся нападении, Ассоциация фигурного катания США и Национальный Олимпийский комитет США инициировали процедуру исключения Хардинг из команды, но она сохранила своё место, пригрозив начать судебный процесс. Она стала восьмой в Лиллехаммере, в то время как полностью восстановившаяся после травмы Нэнси Керриган завоевала серебряную медаль. При этом на этих играх произошёл инцидент с самой Хардинг — шнурок её конька внезапно порвался перед выходом на лёд для исполнения произвольной программы.
В январе 1994 года Тоня попала на обложки журналов Time и Newsweek. Репортёры и съёмочные группы теленовостей посещали её тренировки в Портленде и разбили лагерь перед домом Керриган. CBS поручила журналистке Конни Чанг повсюду следовать за Тоней в Лиллехаммере. Более четырёхсот представителей прессы устроили давку на тренировочном катке в Норвегии. Скотт Хамильтон выражал недовольство, что «мировая пресса прибыла на Олимпиаду в погоне за другой, не связанной с этим мероприятием, сенсацией». Трансляция записи короткой программы на Олимпийских играх стала одной из самых популярных телевизионных передач в американской истории.
1 февраля 1994 года Джефф Гиллоули принял соглашение о признании вины в обмен на свидетельские показания против Хардинг. Гиллоули, Стэнт, Экардт и их сообщник Деррик Смит, ждавший в машине, попали в тюрьму за это преступление.
Тоня Хардинг избежала предъявления судебного иска и возможного заключения в тюрьму, 16 марта признав вину во вступлении в сговор с нападавшими с целью помешать их судебному преследованию. В качестве наказания она получила три года условно, 500 часов общественных работ и штраф в размере 160 тысяч долларов. В рамках соглашения она была вынуждена сняться с прошедшего чемпионата США и выйти из Ассоциации фигурного катания.
30 июня 1994 года, после проведения собственного расследования обстоятельств нападения, Ассоциация фигурного катания США лишила Тоню титула чемпионки США 1994 года и пожизненно отстранила её от участия в турнирах, проводящихся Ассоциацией, в качестве спортсменки или тренера. Ассоциация фигурного катания заключила, что Хардинг знала о нападении до того, как оно произошло, и проявила «полное пренебрежение честностью, хорошим спортивным и этическим поведением». Несмотря на то, что Ассоциация фигурного катания США не контролировала никаких профессиональных турниров, Тоня Хардинг стала там персона нон грата, потому что некоторые спортсмены и промоутеры не желали работать с ней. Вследствие этого она не смогла получить выгоду от бума в профессиональном фигурном катании, который последовал за скандалом.
Хардинг отстаивала свою невиновность в нападении. В знак этого она сделала татуировку в виде ангела на своей спине. В автобиографии «Записки Тони», написанной в 2008 году, Хардинг утверждает, что хотела позвонить в ФБР и сообщить обо всём, но передумала, когда Гиллоули будто бы пригрозил ей смертью после изнасилования под дулом пистолета, в котором вместе с Джеффом участвовали ещё двое незнакомых ей мужчин. Гиллоули, который позже сменил имя на Джефф Стоун, назвал её утверждения «крайне нелепыми».

## После 1994 года
Хардинг некоторое время участвовала в боях в профессиональном боксе. Однажды провела выставочный межгендерный поединок против Дага Стэнхоупа. В 2010 году она в третий раз вышла замуж и в 2011 году, в возрасте 41 года, родила первенца.

## В кинематографе
В 1994 году вышла пародийная чёрная комедия «Агрессивные дамочки» (англ. Attack Of The 5-ft 2 Women; «Нападения 5-футовых женщин»), состоящая из двух частей. Первая часть фильма была посвящена спортивному скандалу, случившемуся между фигуристкой Тоней Хардинг и её конкуренткой Нэнси Керриган. В главной роли снялась актриса Джули Браун.
В 2017 году вышла биографическая драма «Тоня против всех» (англ. I, Tonya; «Я, Тоня»), основанная на событиях из жизни спортсменки. Роль Хардинг исполнили Марго Робби (во взрослом возрасте) и Маккенна Грейс (в детстве).

## Спортивные достижения

### Фигурное катание
| Соревнования/Сезоны              | 1985/86 | 1986/87 | 1987/88 | 1988/89 | 1989/90 | 1990/91 | 1991/92 | 1992/93 | 1993/94 |
| -------------------------------- | ------- | ------- | ------- | ------- | ------- | ------- | ------- | ------- | ------- |
| Зимние Олимпийские игры          |         |         |         |         |         |         | 4       |         | 8       |
| Чемпионаты мира                  |         |         |         |         |         | 2       | 6       |         |         |
| Чемпионаты США                   | 6       | 5       | 5       | 3       | 7       | 1       | 3       | 4       | 1       |
| Этапы Гран-при: Skate America    |         | 2       |         |         | 1       |         | 1       |         | 3       |
| Этапы Гран-при: Skate Canada     |         |         |         |         |         |         |         | 4       |         |
| Этапы Гран-при: NHK Trophy       |         |         | 3       |         |         | 2       |         |         | 4       |
| Nations Cup                      |         |         |         |         | 1       |         |         |         |         |
| U.S. Olympic Festival            |         |         |         |         |         | 1       |         |         |         |
| Приз газеты «Московские новости» |         |         |         | 1       |         |         |         |         |         |

Источники:

### Профессиональный бокс
В таблице перечислены результаты всех поединков боксёров.
В каждой строке указан результат поединка. Дополнительно номер поединка обозначен цветом, который обозначает итог поединка. Расшифровка обозначений и цветов представлена в нижеследующей таблице.
| Пример | Расшифровка                     |
| ------ | ------------------------------- |
|        | Победа                          |
|        | Ничья                           |
|        | Поражение                       |
|        | Планируемый поединок            |
|        | Поединок признан несостоявшимся |
| КО     | Нокаут                          |
| ТКО    | Технический нокаут              |
| PTS    | Решение судей (по очкам)        |
| UD     | Единогласное решение судей      |
| MD     | Решение большинства судей       |
| SD     | Раздельное решение судей        |
| RTD    | Отказ от продолжения боя        |
| DQ     | Дисквалификация                 |
| NC     | Поединок признан несостоявшимся |

| Бой | Дата            | Соперник                 | Место проведения                                   | Результат | Примечание                 |
| --- | --------------- | ------------------------ | -------------------------------------------------- | --------- | -------------------------- |
| 6   | 25 июня 2004    | Эми Джонсон (1-0-1)      | Shaw Conference Centre, Эдмонтон, Альберта, Канада | TKO3 (4)  |                            |
| 5   | 2 августа 2003  | Мелисса Янас (1-1)       | Silver City Cabaret, Даллас, Техас, США            | TKO1 (4)  |                            |
| 4   | 13 июня 2003    | Эмили Госа (дебют)       | Chinook Winds Casino, Линкольн-Сити, Орегон, США   | UD4 (4)   |                            |
| 3   | 28 марта 2003   | Алехандра Лопес (дебют)  | Creek Nation Gaming Center, Талса, Оклахома, США   | UD4 (4)   | Счёт: 40-36, 40-36, 40-36. |
| 2   | 15 марта 2003   | Шеннон Бирмингем (дебют) | Grand Casino Pavillion, Галфпорт, Миссисипи, США   | UD4 (4)   | Счёт: 40-36, 40-36, 38-37. |
| 1   | 22 февраля 2003 | Саманта Браунинг (дебют) | The Pyramid, Мемфис, Теннесси, США                 | SD4 (4)   | Счёт: 38-39, 37-39, 39-37. |
| Бой | Дата            | Соперник                 | Место проведения                                   | Результат | Примечание                 |